# SW 엔터테인먼트
SW 엔터테인먼트는 대한민국의 엔터테인먼트 회사이다. 2023년 1월에 설립되었으며 SW미디어그룹 계열로 소속 아티스트로는 서인영, 쓰리피스, UDTT, 한이서가 있다.

## 현재 소속 연예인
- 서인영
- 쓰리피스 (비키, 수, 이야)
- UDTT (리사코, 한채희, 구한나, 제시카, 권예진)
- 한이서

## 과거 소속 연예인
- 쓰리피스 (키미, 지혜, 혜음)